# Fredeswinda
Fredeswinda – imię żeńskie pochodzenia anglosaskiego, złożone ze staroangielskich członów frið – „pokój” i swiðe – „silny”. Patronką tego imienia jest św. Fredeswinda z Anglii (VIII wiek).
Fredeswinda imieniny obchodzi 19 października.